# 고르게
고르게(Gorge)는 그리스 신화에 나오는 오이네우스와 알타이아의 딸이다. 아버지 오이네우스는 칼리돈의 왕이며, 어머니 알타이아는 아이톨리아의 왕 테스티오스의 딸이다. 칼리돈의 멧돼지 사냥으로 이름을 떨친 멜레아그로스의 누이이며 헤라클레스의 두번째 아내가 된 데이아네이라의 자매이다. 티데우스와 토아스 두 아들을 두었는데, 티데우스는 아버지 오이네우스와의 사이에서 낳은 아들이라고도 하며, 토아스는 안드라이몬과 결혼하여 낳은 아들이다. 오이네우스가 노쇠해지자 안드라이몬이 칼리돈의 왕위를 계승하였으며, 토아스가 그 뒤를 이었다. 토아스는 그리스군의 일원으로 트로이 전쟁에 참가하였다.